# خام‌گیاه‌خواری
خام‌گیاه‌خواری (انگلیسی: Raw Veganism) ترکیبی از گیاه‌خواری و خام‌خواری است. در رژیم خام‌خواری روش‌های آماده‌سازی مانند آب‌گیری، خشک کردن، خیساندن و جوانه زدن مجاز است. رژیم خام‌خواری مانند رژیم‌های گیاه‌خواری از میوه‌ها، سبزیجات، مغزها و دانه‌ها تشکیل شده‌است. همچنین غذای خام غذایی است که تصفیه، پاستوریزه و مورد آفت‌کشی قرار نگرفته باشد و هیچ حرارتی غیر نور خورشید ندیده باشد.
هر خام‌خواری، گیاه‌خوار است ولی عکس آن درست نیست؛ یعنی همگی گیاه‌خواران خام‌خوار نیستند، در حقیقت گیاه‌خواران تمام غذاهای خام‌خواری به اضافهٔ گیاهان پخته شده و فرآوری‌شده و تخمیر شده و تخمیری حرارت دیده را نیز مصرف می‌کنند.

## نبایدهای خام خواری
در این رژیم غذایی همهٔ غذاها با منشأ حیوانی، و همهٔ غذاهای پخته شده در دمای بالاتر از ۴۸ درجهٔ سانتی‌گراد (۱۱۸ فارنهایت) حذف شده‌اند.
تمام مواد غذایی گیاه‌خواری، بدون این‌که دخالتی از نظر پختن، حرارت دادن، بو دادن و کنسرو کردن در آن بشود یا فعل و انفعالات شیمیایی در آن انجام گردد تا در نتیجه موجب تغییر حالات فیزیکی یا شیمیایی آن بشود.
در این روش تغذیه گوشت و لبنیات و فراورده‌های آن و تخم‌مرغ به هیچ نوع و صورتی مصرف نمی‌شود، خام‌خواران از مواد محرکه نه به‌عنوان محرکه بودن بلکه به دلیل تغیر شکل یافتن محصول و حرارت دیدن آن‌ها مانند قهوه، چای، الکل، یا سیگار خودداری می‌کنند و آن‌ها را به کار نمی‌برند
(برخی افراد تحت این رژیم، شیر خام تازه دوشیده شده و تخم‌مرغ نپخته هم مصرف می‌کنند. البته مصرف شیر خام خطرناک است و برای جلوگیری از ابتلا به بیماری‌های مختلف، حتماً باید شیر را پاستوریزه نمود. تخم‌مرغ را هم برای نابود کردن سالمونلا باید قبل از مصرف پخت، از هر ۳۰۰۰۰ تخم‌مرغ، یک تخم‌مرغ آلوده به سالمونلا است.
حبوبات و غلات به شکل آرد و پخته شده مانند نان، شیرینی و بیسکویت نیز در رژیم خام‌خواری مصرف نمی‌شوند.

## خوراک‌های مصرفی خام‌خواری
خام‌خواری تغذیه با مواد خام گیاهی است که طبیعت آن را در برابر نور خورشید ساخته و پرداخته و آماده در اختیار بشر قرار داده‌است. این غذاها شامل انواع آبمیوه، میوه‌جات، سبزیجات یا سالادها، آجیل و خشکبار مانند گردو، پسته، فندق، بادام، کنجد و پورهٔ خام آن‌ها و روغن‌های گیاهی، گیاهان دریایی و انواع (جوانه‌ها از قبیل: جوانه گندم، عدس، ماش، نخود، سویا حبوبات و دانه‌های گیاهی) و مواد قندی نظیر کشمش، خرما، انجیر و شکر قهوه‌ای و غیره است که به صورت خام و طبیعی مصرف می‌کنند که می‌توان آن‌ها را به صورت غذاهای ترکیبی درآورد و مورد مصرف قرار داد.

## تاریخچهٔ گیاه‌خواری
نخستین یافته‌ها در باب گیاه‌خواری به قرن ششم پیش از میلاد به هند، یونان و تمدن یونانی در جنوبی‌ترین نقطه ایتالیا بازمی‌گردد. در تمام موارد یافت شده اساس گیاه‌خواری به شدت بر پایهٔ این امر استوار بود که به جانوران صدمه‌ای وارد نشود. در هند این روند صلح با حیوانات آهیمسا یا عدم خشونت خوانده می‌شد و سبک متعارفی بین مذهبیون و فیلسوفان بود.
ابوریحان بیرونی در «آثار الباقیه» گزارش کرده‌است که سغدیان باستان در روز ۱۵ تیر ماه، از خوردن خوراک‌های جانوری یا پختنی خودداری می‌کردند. او این روز را به نام «عمس خواره» خوانده که نویسش و خوانش این نام، چندان روشن نیست.
در قرن نوزدهم و بیستم دوباره گیاه‌خواری جایگاه خود را در جوامع غربی باز نمود و شروع به گسترش کرد.
انجمن گیاه‌خواران در سال ۱۸۴۷ در انگلستان تأسیس شد؛ متعاقباً انجمن‌های دیگری در آلمان، هلند و دیگر کشورهای اروپایی به تبعیت از انجمن اولیه شکل گرفتند. تبِ گیاه‌خواری در طول قرن بیستم به سرعت سرتاسر جوامع غربی را فرا گرفت.
انگیزهٔ مردم، اغلب دلایلی چون اخلاقیات، مسائل محیطی یا اقتصادی بود و گاهی ترکیبی از دو یا سه دلیل. تخمین زده شده که تقریباً ۷۰٪ از لاکتووجترین‌ها (گیاه‌خوارانی که شیر و لبنیات هم مصرف می‌کنند) در هند زندگی می‌کنند. تقریباً ۲۰٪ تا ۴۲٪ از جمعیت هند گیاه‌خوار هستند.

## دلایل

### سلامتی
بعضی خام‌گیاه‌خواران بر این باورند که پختن غذاها توازن ترکیبی ریزمغذی‌ها را از بین می‌برد. همچنین بر این باورند که در فرایند پختن غذا، در اثر واکنش گرما با چربی، پروتئین و کربوهیدرات‌ها ترکیبات شیمیایی خطرناکی ایجاد می‌شود. اغلب، گیاه‌خواران بر اساس سطح انرژی و چگونگی احساس شان بر این باورند که این رژیم غذایی سالم‌تر است.

### دلایل زیست‌محیطی
بسیاری از مردم به این دلیل خام‌گیاه‌خوارند که نگران اثرات زیست‌محیطی رژیم غذایی‌شان هستند. استفاده از چوب یا سوخت‌های فسیلی برای پختن غذا برای محیط زیست مضر است چون گازهای گلخانه‌ای و آلودگی‌های دیگری تولید می‌شوند. به هر حال غذاهای پخته نشده نیز پیامدهای زیست‌محیطی خاص خود را دارند زیرا مواد غذایی خام بسیار آسان‌تر نسبت به غذاهای پخته فاسد می‌شوند. اگر غذایی فاسد شود، میکروب‌هایی که غذا را تجزیه می‌کنند، گاز گلخانه‌ای متان تولید می‌کنند، که از دی‌اکسید و مونو اکسید کربن حاصل از سوختن چوب یا سوخت‌های فسیلی، برای محیط زیست بسیار مضرتر است. یک خام‌گیاه‌خوار برای دوری از اثرات زیست‌محیطی منفی باید در مصرف مواد غذایی و هدر ندادن آن‌ها بسیار دقت نماید. آسان‌ترین راه برای حل این مشکل استفاده از پخت‌وپز خورشیدی است، که در آن گاز گلخانه‌ای یا آلودگی‌های دیگر تولید نمی‌شود، البته نتیجهٔ آن از نظر خام‌گیاه‌خواران مناسب و راضی‌کننده نیست چرا که به هر حال غذای پخته شده‌است. بعضی از دانشمندان استفاده از یخچال‌های خورشیدی را پیشنهاد کرده‌اند که اثرات زیست‌محیطی آن‌ها قابل چشم‌پوشی است و از نظر خام‌گیاه‌خواران مطلوب است اما به این نکته نیز اشاره می‌کند که ترکیبات کلروفلوئوروکربن موجود در فرایند سرد کردن این یخچال‌ها به لایهٔ ازون زمین آسیب می‌رساند.

### دلایل معنوی یا فلسفی
بسیاری از پیروان رژیم خام‌گیاه‌خواری به بهرهٔ معنوی آن بسیار اهمیت می‌دهند. روتان روسو (Ruthann Russo) می‌گوید «جنبش خام‌خواری به دنبال راهی است که غذا، زندگی، رفتار با زمین، رفتارمان با یکدیگر، و تلاش ما برای سلامتی روحی، ذهنی و بدنی را همساز نماید.»

## پژوهش‌ها
پژوهش‌های پزشکی در رژیم‌های غذایی خام‌گیاه‌خواری نشان داده‌اند که نتایج مثبت و منفی در این کار وجود دارند.
بر اساس پژوهشی پزشکی «مصرف طولانی مدت رژیم غذایی شامل ۷۰٪ تا ۱۰۰٪ گیاهان خام با کاهش غلظت کلسترول و تری‌گلیسرید پلاسما همبسته است، اما به دلیل کمبود ویتامین ب۱۲ در این رژیم غذایی به کاهش غلظت لیپوپروتئین پرچگالی (سرم) و افزایش غلظت هوموسیستئین نیز منجر می‌شود».
یافته‌های پژوهش دیگری در آلمان عبارت‌اند از «رژیم غذایی بلند مدت کاملاً خام، با سطح مطلوب بتاکاروتن پلاسما، سطح پایین تجمع لیکوپن پلاسما (Plasma Lycopene) همبسته‌است».
یک پژوهش دیگر هم فواید یک رژیم خام‌گیاه‌خواری را برای کاهش چاقی مفرط و کاهش فشار خون بالا بیان کرده‌است.
پژوهش دیگری نیز نشان‌دهندهٔ کاهش کوتاه‌مدت نشانه‌های فیبرومیالژیا (Fibromyalgia) برای چند بیمار است که در یک رژیم وگان شرکت کرده‌اند.
پژوهشی دیگر نشان داده‌است که یک رژیم غذایی خام‌گیاه‌خواری غنی شده با لاکتوباسیلوس می‌تواند علائم ذهنی بیماری روماتیسم مفصلی را کاهش دهد ولی هیچ تغییر قابل اندازه‌گیری در نشانه‌های عینی نشان نداد. علاوه بر این مصرف روزانهٔ مقدار زیادی لاکتوباسیلوس زنده ممکن است اثرات مثبتی بر علائم عینی بیماری روماتیسم مفصلی نیز داشته باشد. این پژوهش پیش‌تر اشاره کرد که نیمی از افراد شرکت کرده در پژوهش را از نتایج پژوهش حذف کرده‌است، چراکه مدت زمانی کوتاه پس از شروع آزمایش، دچار اسهال و تهوع شدند.
نتایج منتشر شده از یک پژوهش انجام شده در سال‌های ۱۹۹۸ تا ۲۰۰۰ در آلمان، نشان داد هنگامی که مقادیر زیادی سبزیجات خام در رژیم غذایی گنجانده شده باشد، مزایای قابل توجهی در کاهش خطر سرطان پستان دیده می‌شود.

## کتاب‌های چاپ شده در ایران
- زمین، زمان، انسان / مزدافر مؤمنی / چاپ ۱۳۹۱
- خام‌گیاه‌خواری آشپزخانهٔ بی‌اجاق / محمد کار / چاپ ۱۳۵۵
- زنده‌خواری (خام‌خواری) فلسفهٔ تغذیه و تندرستی / آرشاویر در آوانسیان / چاپ ۱۳۵۵
- رژیم‌های درمانی در پیشگیری و درمان بیماری‌ها با خام‌گیاه‌خواری / علی‌اکبر راد پویا / چاپ سوم ۱۳۷۶
- خام‌گیاه‌خواری هم غذا هم درمان / علی‌اکبر راد پویا / چاپ ۱۳۷۶
- پخته‌خواری، یک عادت مرگ‌آور / آرشاویر در آوانسیان
- خام‌گیاهخواری / علی‌اکبر راد پویا / چاپ ۱۳۸۵
- خام‌گیاه‌خواری، شناخت رابطهٔ غذا و محیط با انسان / عبدالحسین نواب
- استفاده از قوانین طبیعی در تغذیهٔ سالم / عبدالحسین نواب
- طلای سبز / مریم ببر حسینی / چاپ ۱۳۹۱
- قابلمه را فراموش کن /هلموت واندمیکر چاپ اول ۱۹۸۹/ترجمهٔ سید ماشاءالله فرخنده (کشفی) چاپ ۱۳۸۸